# Ил Казаменто (Модена)
Ил Казаменто је насеље у Италији у округу Модена, региону Емилија-Ромања.
Према процени из 2011. у насељу је живело 57 становника. Насеље се налази на надморској висини од 21 м.